# Calliaster regenerator
Calliaster regenerator är en sjöstjärneart som beskrevs av Doderlein 1922. Calliaster regenerator ingår i släktet Calliaster och familjen ledsjöstjärnor. Inga underarter finns listade i Catalogue of Life.